# Jasperware

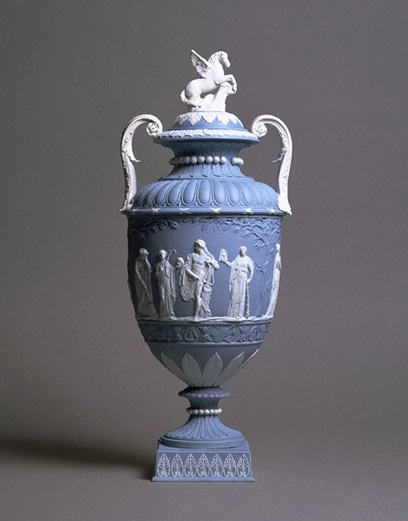
Vaso a lavorazione jasperware, manifattura Wedgwood, c. 1790, nei colori classici bianco e "Wedgwood Blue". Victoria and Albert Museum, Londra

Jasperware, o jasper ware, è un tipo di lavorazione sviluppata nello stile da Josiah Wedgwood negli anni '70 del Settecento per vasi ed oggetti decorativi. Solitamente descritta come gres, alcuni hanno descritto tale materiale proprio come una porcellana. Di base viene usata la Porcellana Biscuit in differenti colori a seconda del vaso che si vuole realizzare, ma di solito viene preferito l'azzurro, la cui tonalità più famosa è certamente il "Wedgwood Blue". Le decorazioni in rilievo (realizzate tipicamente in bianco ma anche in altri colori) sono caratteristici della jasperware di produzione della manifattura Wedgwood. Essi sono prodotti col metodo dello stampaggio e poi applicati ai prodotti con la tecnica dello sprigging.

## Composizione e colori del jasperware

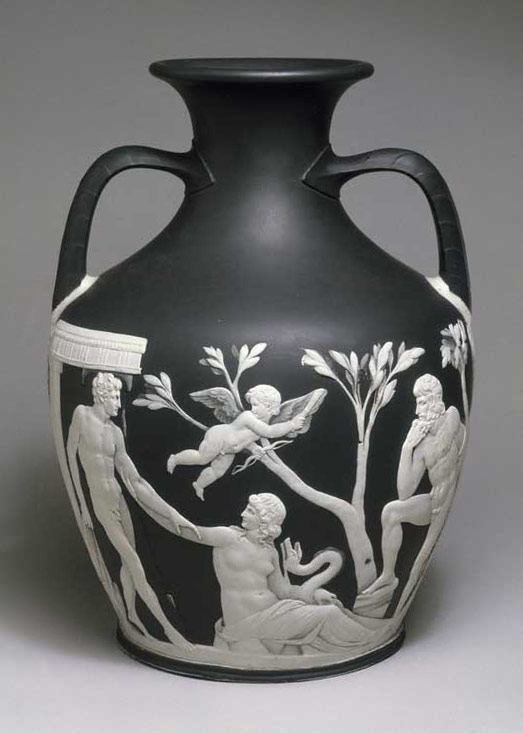
Copia del Vaso Portland di Wedgwood.

Sebbene definito jasper minerale, le moderne analisi indicano il solfato di bario come l'ingrediente chiave per la produzione di questi oggetti. Wedgwood ha introdotto differenti tipologie di lavorazioni anche in basalto nero.
La composizione del jasperware può variare ma le composizioni sono le medesime quasi sempre: solfato di bario 150, argilla cinese 35, argilla blu 45, selce 35, gesso 6, e corniola 50. Esso si presenta bianco per natura ma con degli ossidi metallici cambia il proprio colore; quelli più comuni sono l'azzurro, il blu scuro (con ossido di cobalto), il lilla (con ossido di manganese), il verde (con ossido di cromo), il giallo (con sale di antimonio) ed il nero (con ossido di ferro). Sin dagli inizi della sua produzione del jasperware sembrò solida, ma pare che essa virtualmente potesse ritenersi cessata già al 1829. Nel 1844 la produzione riprese utilizzando elementi di bassorilievo colorati e rimase tale sino al 1860.

## I disegni della Wedgwood
Il jasperware è associato in particolare allo scultore e disegnatore neoclassico John Flaxman Jr che iniziò a lavorare per la manifattura Wedgwood dal 1775. Flaxman lavorava perlopiù alla realizzazione di modellini di cera per la sua azienda, i cui modelli poi servivano per la produzione diretta.
La collezione di sir William Hamilton di antichi vasi greci ebbe un'importante influenza sul lavoro di Flaxman. Questi vasi vennero resi noti al pubblico inglese per la prima volta grazie alle incisioni di D'Hancarville, pubblicate nel 1766.
Flaxman ad ogni modo non si ispirava unicamente alle ceramiche antiche, ma anche al vetro cammeo, in particolare al Vaso Portland che venne portato in Inghilterra sempre da sir William Hamilton. Il vaso venne prestato alla ditta Wedgwood dal III duca di Portland.

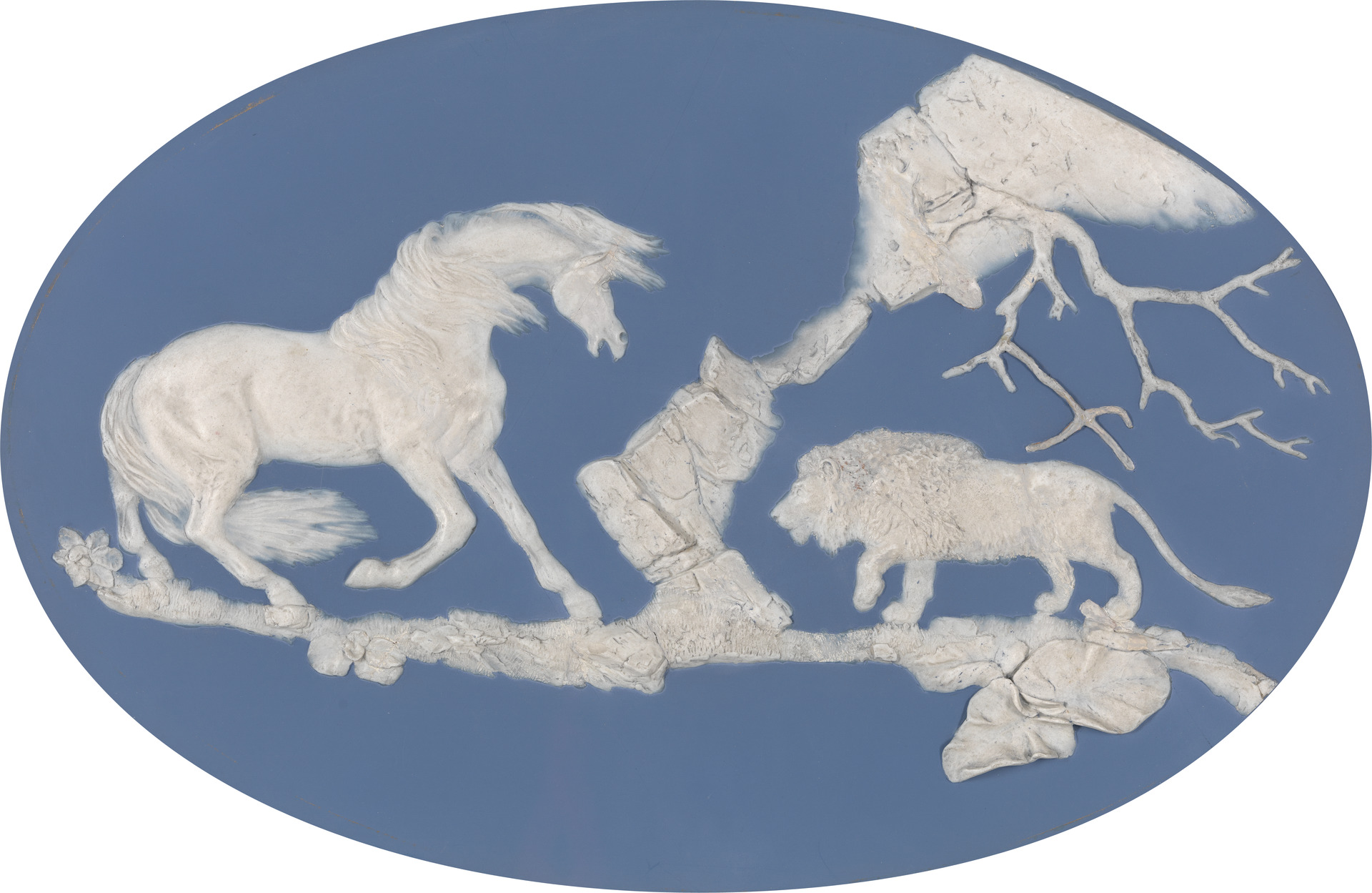
Cavallo spaventato da un leone, placca, 10 x 16 inch., 1780, opera di George Stubbs
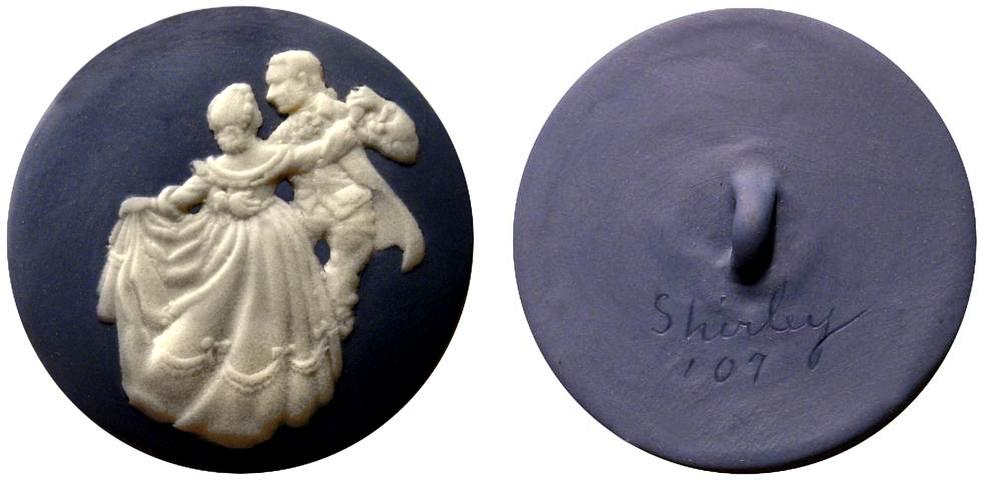
Bottone in jasperware
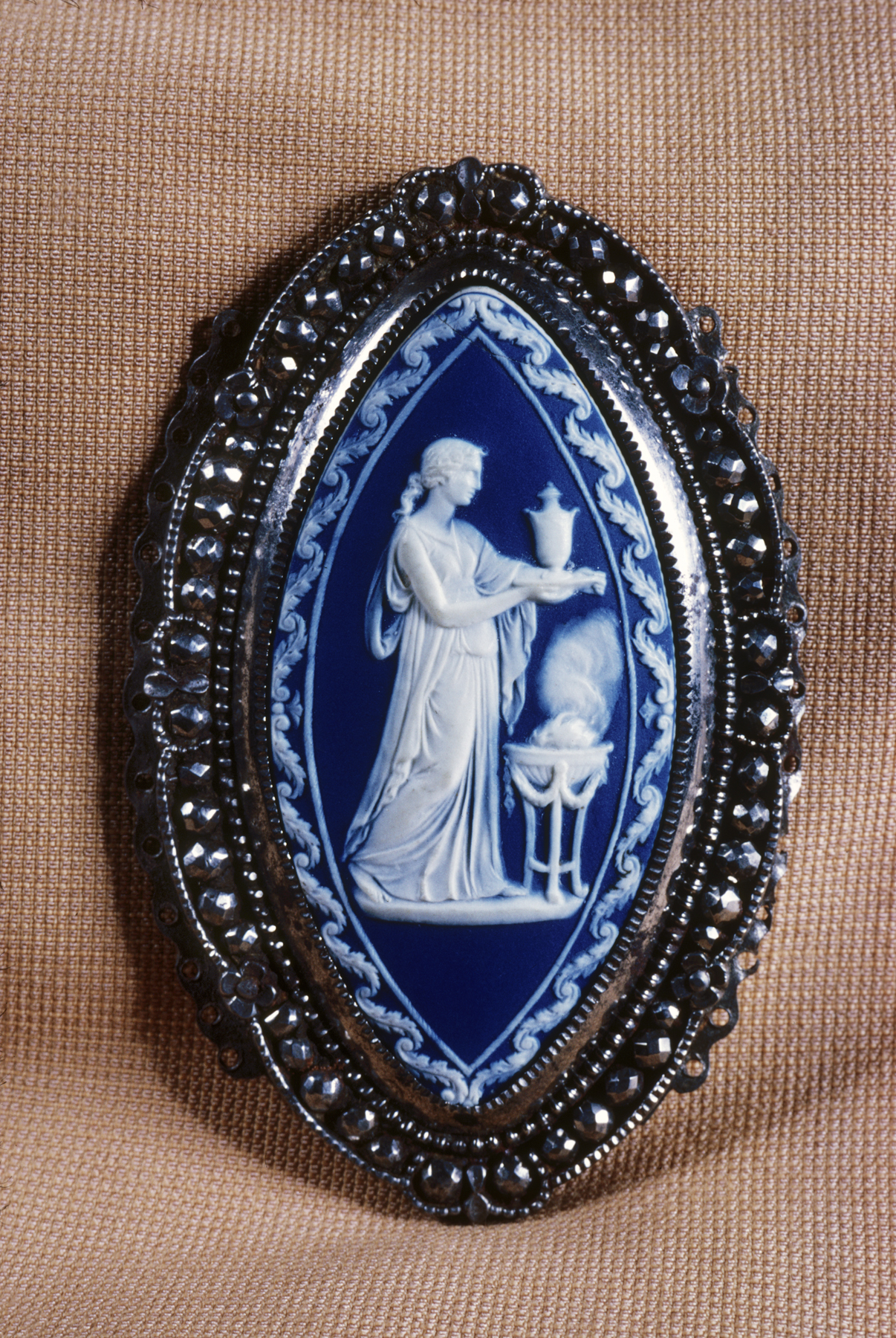
Spilla di cintura disegnata da lady Templeton e da miss Crew per la fabbrica di Josiah Wedgwood. Jasperware, acciaio, latta. The Walters Art Museum
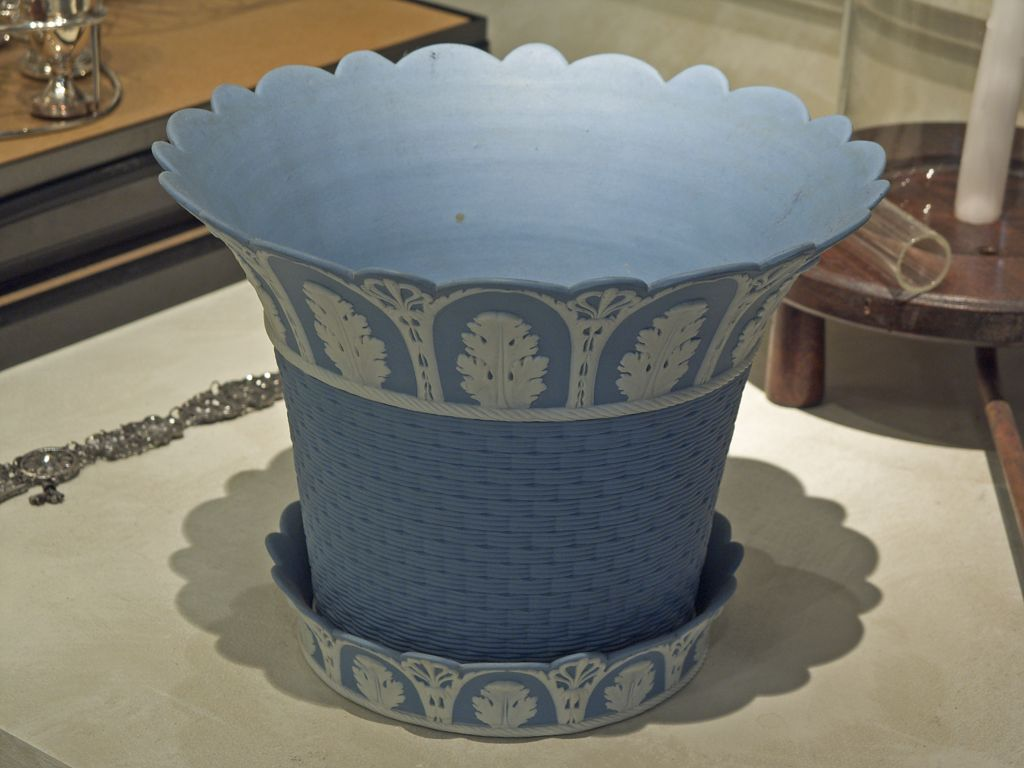
Una jardinerie di produzione Wedgwood

### Marchi e date
Le jasperware di produzione Wedgwood possono essere datate dallo stile dei marchi:
- prima del 1860: il marchio è "Wedgwood". Solitamente accompagnato da una singola lettera.
- Dal 1860 al 1929: un marchio di tre lettere rappresentanti il mese, la tipologia, e l'anno. Il codice annuo parte dalla lettera "O" per 1860, la lettera "P" per 1861, e così via, ritornando alla "A" dopo la "Z".[12]
- 1891–1908: i marchi sono "Wedgwood", "England", separati.
- 1908–1969: i marchi sono "Wedgwood", "Made in England", separati, o "Wedgwood England" su piccoli oggetti.
- 1970–oggi: il marchio è "Wedgwood Made in England" su una singola riga

## Altrejasperware
Jean-Baptiste Stahl sviluppò un proprio stile e tecniche lavorando per la Villeroy & Boch di Mettlach, Saar, Germania. Il nome Phanolite venne creato per questo specifico tipo di jasperware. Il suo lavoro divenne distinto da una traslucidità della porcellana bianca e per gli sfondi colorati, combinando i benefici della lavorazione jasperware col pâte-sur-pâte. La presentazione di questa lavorazione all'Esposizione Universale di Parigi del 1900 gli valse la medaglia d'oro. Per l'occasione l'artista creò due grandi placche di 220 x 60 cm ciascuna.

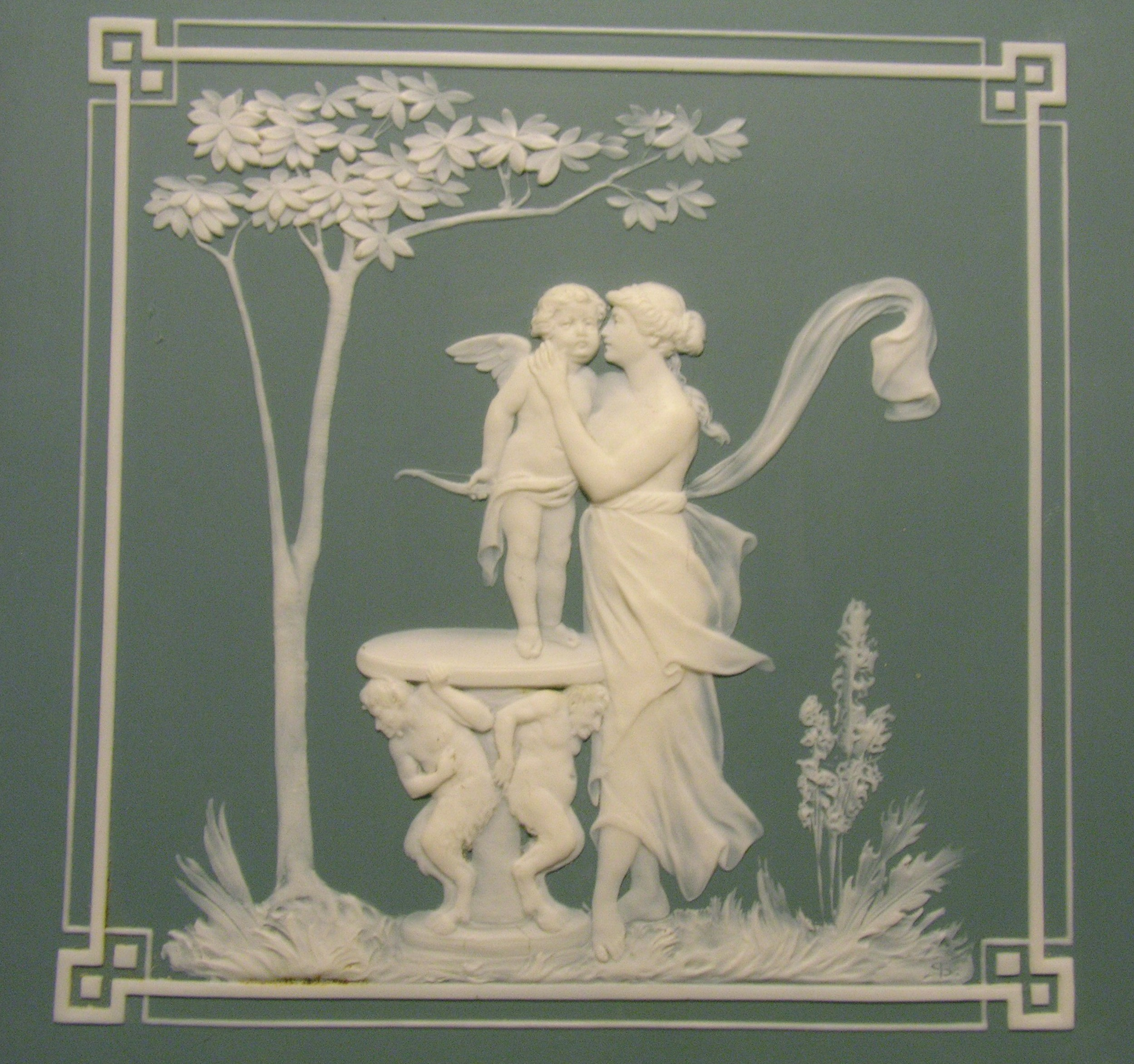
Placca di panolite.
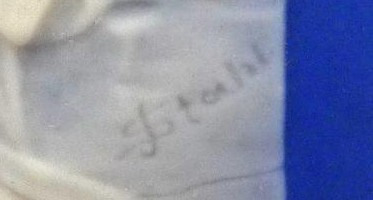
Firma JStahl.

### Spagna
La Real Fabrica del Buen Retiro di Madrid produce ancora oggi jasperware. Alla fine dell'Ottocento delle placche di jasperware vennero utilizzate per decorare la Casita del Príncipe.